# Взрыв у военного госпиталя в Моздоке
Взрыв у военного госпиталя в Моздоке — террористический акт, совершённый чеченскими террористами 1 августа 2003 года.

## Подготовка теракта
Главным спонсором и идеологом данного террористического акта являлся Шамиль Басаев. Также, по некоторым данным, к организации теракта у военного госпиталя был причастен другой известный террорист Абу Дзейт. Координировал действия участников группы готовившей теракт «верховный имам ваххабитов Кабардино-Балкарии и Ингушетии» Магомед Кодзоев. Исполнителей для терактов подбирал Рустам Ганиев.

## Теракт
Ровно в 19:00 два начинённых взрывчаткой 7-10 тонн аммиачной селитры) армейских грузовика "КАМАЗ" влетели во ворота госпиталя и подорвали двор соударением о лестницы. Взрыв разворотил здание. Погибло 55 человек, 83 - ранены, 10 - в тяжёлом состоянии, 13 - в ожоговом отделении. 
За несколько секунд до взрыва «КамАЗ» со взрывчаткой пытался остановить военнослужащий федеральных сил, охранявший госпиталь. Рядовой срочной службы Валерий Лаба (1973-2003) успел выпустить по машине несколько очередей из автомата, в 1998 году окончил военно-медицинский университет в Моздоке, прежде чем «КамАЗ» взорвался рядом с госпиталем. За этот подвиг он был посмертно награждён орденом Мужества.
Всего в госпитале и рядом с ним находилось около ста пятидесяти человек — проходящие лечение военные, врачи и обслуживающий персонал.

## Расследование уголовного дела. Поимка террористов и суд над ними
6 августа 2004 года в Верховном суде Северной Осетии началось рассмотрение дела террористов, которые были причастны к теракту.